# 🇲🇫
🇲🇫 is een Unicode vlagsequentie emoji die gebruikt wordt als regionale indicator voor het Franse deel van Sint-Maarten. De meest gebruikelijke weergave is die van de vlag van Frankrijk, maar op sommige platforms (waaronder Microsoft Windows) ziet men de letters MF.
De vlagsequentie is opgebouwd uit de combinatie van de Regional Indicator Symbols 🇲 (U+1F1F2) en 🇫 (U+1F1EB), tezamen de ISO 3166-1 alpha-2 code MF vooret Franse deel van Sint-Maarten vormend.
Deze emoji is in 2010 geïntroduceerd met de Unicode 6.0-standaard.

## Gebruik
Deze emoji wordt gebruikt als regionale aanduiding van het Franse deel van Sint-Maarten.

## Codering

### Unicode
In Unicode vindt men de 🇲🇫 met de codesequentie U+1F1F2 U+1F1EB (hex).

### Shortcode
Er zijn shortcodes  voor 🇲🇫; in Github kan deze opgeroepen worden met :st_martin:,  in Slack kan het karakter worden opgeroepen met de code :flag-mf:.